# تونكين (مدينة)

خريطة فيتنام تظهر احتلال الجنوب عبر 900 عام

تُنكين أو تونكين هي الجزء الشمالي من فيتنام، جنوب المقاطعات الصينية يونان وقوانغشي شرق شمال لاوس، وغرب خليج تُنكين.

## أعلام
- ستيلا بينسون
- فرانسوا رينو